# 东乡站
东乡站是一个沪昆线上的铁路车站，位于江西省抚州市东乡区孝岗镇，建于1934年，目前为三等站，邮政编码为331800。目前客运：办理旅客乘降；行李、包裹托运；货运：办理零散货物快运和批量零散货物快运业务。

## 历史
东乡站建于1934年下半年，由于当时当地发展有限，因此车站以四等站等级建设。车站于1935年年底建成通车，站房面积50平方米、站内设有2.5条股道。1942年车站因战争而拆除。1947年10月车站重建，站场规模为3.5条股道，每天有2对客车、3对客车停靠:173。
至1980年代末，东乡站为客货运三等站。车站设有171.6平方米的站房和52.7平方米的行李房各一间；站场设有8条股道、2座客运站台，以及面积703平方米的货运仓库和857平方米的货运区雨棚:174。
2006年浙赣铁路电气化铁路改造时向南平移300米至现址。2009年新建新站房和货场。
东乡站于1957-1979年间曾经为路局的中心站，管辖刘家至梁家渡13个中间站。1979年东乡中心站建制并入向塘车务段:173。

## 车站结构
东乡站目前使用的站房于2010年1月30日投入使用。东乡站站房面积4000平方米、高16米的候车室。售票处设有5个窗口；候车室设有2000个坐椅，设有贵宾和妇婴候车室以及30个检票口。

### 站场
东乡站站场位于站房南侧，有沪昆铁路经过。站场设有2座站台，包括1座侧式站台和1座岛式站台。站台和站房间通过地下通道联系。
东乡站货场位于客运站台东南侧，设有通往江西铜业集团东同矿业有限责任公司、东乡县欣欣实业有限公司和中央储备粮抚州直属库东乡分库的专用线。
| 侧式站台 |                               |
| 1站台    | 沪昆铁路 往上海方向（余江站） |
| 侧线     | 沪昆铁路                      |
| 通过线   | 沪昆铁路上行列车通过线        |
| 通过线   | 沪昆铁路下行列车通过线        |
| 2站台    | 沪昆铁路 往昆明方向（衙前站） |
| 岛式站台 |                               |
| 3站台    | 沪昆铁路 往昆明方向（衙前站） |

## 重大事故
- 2010年沪昆铁路列车脱轨事故。在東鄉站以東。亡19人，伤71人